# Bzenica
Bzenica je obec na Slovensku v okrese Žiar nad Hronom v Banskobystrickém kraji ležící v střední části Žiarské kotliny mezi Kremnickými a Štiavnickými vrchy.
V obci je římskokatolický kostel svaté Alžběty.

## Osobnosti
- Andrej Kmeť, slovenský římskokatolický kněz, archeolog, geolog, mineralog, paleontolog, historik, botanik a etnograf, se narodil v Bzenici v roce 1841. Ve Bzenici jej připomíná pamětní místnost.[3]